# Puissance crête
La puissance crête est une grandeur physique qui mesure la puissance maximale, ou nominale, fournie par un dispositif. Son unité est le watt dans le Système international d'unités.
Bien qu'une grandeur ne doive pas être confondue avec son unité, la puissance crête a parfois pour symbole non-SI, dans le langage courant, Wc (pour « watt-crête ») ou Wp (pour l'anglais « watt-peak »).
Par exemple, dans une installation photovoltaïque, la puissance crête est la puissance électrique maximale pouvant être produite par les cellules dans des conditions standards STC (Standard Test Conditions) :
- une irradiance (éclairement énergétique) de 1 000 W/m2 ;
- une répartition spectrale du rayonnement dite AM 1.5 (Air mass 1.5), correspondant au rayonnement solaire parvenant au sol après avoir traversé une atmosphère de masse 1 kg sous un angle de 45° ;
- une position des panneaux leur permettant de capter le maximum du rayonnement (leur plan est perpendiculaire à la direction de la source du rayonnement direct) ;
- une température des panneaux de 25 °C.

Si la température excède 25 °C, il faut compter une diminution du rendement de 0,4 % par degré supplémentaire.
Cette grandeur a trois utilisations principales :
- la comparaison du rendement des matériaux photovoltaïques, dans les mêmes conditions. Pour une surface donnée, un panneau est d'autant plus efficace que son Wc est élevé, avec un rendement de 10 à 20 %. Les valeurs courantes sont de l’ordre de 100 à 200 Wc/m2 ;
- la quantification de la taille d'une installation, indépendamment des conditions d'ensoleillement. Une installation d'1 kWc comprend 5 à 10 m2 de modules solaires avec une technologie courante ;
- la comparaison des gisements solaires. En France, une installation d'1 kWc permet de produire une énergie annuelle moyenne de 850 kWh/an à Lille et de 1 250 kWh/an à Nice[2],[3].